# 해석 공간
대수기하학에서 해석 공간(解析空間, 영어: analytic space)은 특이점을 가질 수 있고 모든 추이 사상이 해석함수인 공간이다.

## 정의
{\displaystyle K}가 값매김환의 분수체라고 하고, {\displaystyle K}가 값매김에 대하여 완비체를 이룬다고 하자. 그렇다면 이 값매김에 대하여 정칙함수의 개념을 정의할 수 있다. {\displaystyle K^{n}}의 열린 집합 {\displaystyle U\subset K^{n}} 위의 정칙함수의 층을 {\displaystyle {\mathcal {O}}_{U}}이라고 하자.
열린 집합 {\displaystyle U\subset K^{n}} 및 {\displaystyle U} 위의 정칙 함수의 집합 {\displaystyle F\subset {\mathcal {O}}_{U}(U)}에 대하여,
{\displaystyle V=\{x\in U\colon f(x)=0\forall f\in F\}}
의 꼴의 집합 {\displaystyle V}를 해석 다양체(영어: analytic variety)라고 하자. 이 위에는 층
{\displaystyle {\mathcal {O}}_{V}={\mathcal {O}}_{U}/(F)}
가 존재한다.
해석 공간은 다음 조건을 만족시키는 국소환 달린 공간 {\displaystyle (X,{\mathcal {O}}_{X})}이다.
- 모든 {\displaystyle x\in X}에 대하여, {\displaystyle (U,{\mathcal {O}}_{U})}가 어떤 해석 다양체와 (환 달린 공간으로서) 동형인 열린 근방 {\displaystyle U\ni x}가 존재한다.

## 같이 보기
- 슈타인 다양체
- 복소다양체
- 가가 정리